# Ferrer (cognom)
Ferrer és un cognom d'origen català i anglès. Es tracta d'un cognom que prové de l'ofici de ferrer o manyà - derivat del llatí ferrarius, tot i que en anglès el seu significat no és aquest (en anglès el cognom de "ferrer" equivaldria al d'Smith). És un dels cognoms catalans més comuns, classificat com a 37º a Catalunya.
El cognom anglès és d'origen normand, i deriva del topònim de Ferrières-Saint-Hilaire, que prové del normand Walchelin de Ferriers, que va arribar a Anglaterra amb Guillem el Conqueridor. A l'edat mitjana, la família Ferrer va crear el comtat de Derby. Posteriorment la línia principal es va extingir, però malgrat això hi va haver descendents de la família a Anglaterra i a Escòcia, que encara duien el cognom de Ferrer.

## Anàlisi

### Catalunya
Segons l'Institut d'Estadística de Catalunya, hi havia 15.449 persones amb Ferrer com a primer cognom l'1 de gener de 2016, d'una població de 7.522.596, el que significa 0,204% de la població. Es tracta del 37º cognom més comú a Catalunya.
| Àmbit territorial   | Posició | Freqüència | %    |
| ------------------- | ------- | ---------- | ---- |
| Metropolità         | 41      | 9.282      | 1,93 |
| Comarques Gironines | 22      | 2.227      | 2,98 |
| Camp de Tarragona   | 72      | 651        | 1,24 |
| Terres de l'Ebre    | 114     | 236        | 1,28 |
| Ponent              | 36      | 1.062      | 2,66 |
| Comarques Centrals  | 82      | 433        | 1,18 |
| Alt Pirineu i Aran  | 59      | 110        | 1,50 |
| Penedès             | 21      | 1.448      | 3,08 |
| Total               | 37      | 15.449     | 2,04 |

### Gran Bretanya
Estadísticament és un cognom molt poc comú a Gran Bretanya. En el cens del 1881 hi ha 83 Ferrer registrats. També el 1881 es va situar com el 19011 cognom més comú. Al registre electoral 1996 es van registrar 185 Ferrers, mentre que va ser classificat com el 17724 cognom més comú. La majoria de Ferrer es trobaven el 1881 a la zona postal de Northampton. El 1998 la zona més amb més Ferrer era la zona central de l'est de Londres.